# Рез, Зинаида Яковлевна
Зинаида Яковлевна Рез (1921—2009) — выдающийся советский педагог-методист, доктор педагогических наук, профессор.

## Биография
Зинаида Яковлевна родилась 19 октября 1921 года в Нижнем Новгороде.
Окончив среднюю школу, поступила в Педагогический институт г. Горький (бывш. Нижний Новгород). После первого курса перевелась в Московский институт философии, литературы и истории (ИФЛИ).
Во время войны, прервавшей учёбу, З. Я. Рез проходит службу в Отдельной мотострелковой бригаде особого назначения (ОМСБОН). После войны Зинаида Яковлевна переезжает в Ленинград и заканчивает учёбу в Педагогическом институте им. М. Н. Покровского (слившегося с ЛГПИ им. А. И. Герцена в середине 1950-х годов).
Вся научно-педагогическая деятельность З. Я. Рез связана с ЛГПИ им. Герцена. В 1954 году она защитила кандидатскую, а в 1971 году — докторскую диссертацию. В 1970-е годы заведовала кафедрой методики преподавания литературы. Под руководством З. Я. Рез кафедра стала ведущей в стране, сложился сплочённый коллектив талантливых учёных (Т. В. Чирковская, Н. А. Станчек, М. Г. Качурин, В. Г. Маранцман, Г. А. Шабельская, Н. В. Тимерманис и др.).
Ученик, его духовное, эмоциональное развитие, перемены с ним и в нём происходящие, — вот основа, на которой выстраивалась методическая концепция З. Я. Рез и руководимой ею кафедры. Не случайно этот период назовут «методической оттепелью». «Герценовские чтения», повседневная работа со студентами, аспирантами, методистами, приезжавшими на факультет повышения квалификации, подготовили тысячи специалистов для школ и ВУЗов страны.
Последние годы жизни Зинаида Яковлевна провела в Израиле. Ушла из жизни 9 декабря 2009 года.

## Основные работы
- М. Ю. Лермонтов в школе. — Л., 1959, 1963.
- Изучение лирических произведений в школе. — Л., 1968.
- Лирика А. Блока в школьном изучении. — Л., 1975.
- Лирика Н. А. Некрасова в школьном изучении. — М., 1982, 1988.
- Методика преподавания литературы. — М., 1977, 1985.
- Хрестоматия для детей старшего дошкольного возраста. / Под ред. В. И. Логиновой. — М., 1990.
- Лермонтовская энциклопедия. / Гл. ред. В. А. Мануйлов. — М.: Сов. Энциклопедия, 1981 (автор статей).

З. Я. Рез является автором более 200 статей в различных научных сборниках и периодических изданиях.